# عبدلله الساعی
عبدلله الساعی (زاده ۱۷ مارس ۱۹۹۹) یک بازیکن فوتبال اهل قطر است. که در پست هافبک برای باشگاه ورزشی الغرافه بازی می‌کند.